# Royal Lakes
Royal Lakes és una població dels Estats Units a l'estat d'Illinois. Segons el cens del 2000 tenia 190 habitants.

## Demografia
Segons el cens del 2000, Royal Lakes tenia 190 habitants, 80 habitatges, i 46 famílies. La densitat de població era de 156,1 habitants/km².
Dels 80 habitatges en un 26,3% hi vivien nens de menys de 18 anys, en un 42,5% hi vivien parelles casades, en un 15% dones solteres, i en un 42,5% no eren unitats familiars. En el 40% dels habitatges hi vivien persones soles el 22,5% de les quals corresponia a persones de 65 anys o més que vivien soles. El nombre mitjà de persones vivint en cada habitatge era de 2,38 i el nombre mitjà de persones que vivien en cada família era de 3,26.
Per edats la població es repartia de la següent manera: un 30,5% tenia menys de 18 anys, un 5,3% entre 18 i 24, un 21,6% entre 25 i 44, un 21,6% de 45 a 60 i un 21,1% 65 anys o més.
L'edat mediana era de 39 anys. Per cada 100 dones de 18 o més anys hi havia 76 homes.
La renda mediana per habitatge era de 17.708 $ i la renda mediana per família de 21.042 $. Els homes tenien una renda mediana de 41.667 $ mentre que les dones 15.000 $. La renda per capita de la població era de 10.049 $. Aproximadament el 19,1% de les famílies i el 27,3% de la població estaven per davall del llindar de pobresa.

## Poblacions més properes
El següent diagrama mostra les poblacions més properes.